# ريتشارد هايمان
ريتشارد هايمان (بالإنجليزية: Richard Hayman) هو موزع وملحن أمريكي، ولد في 27 مارس 1920، وتوفي في 5 فبراير 2014 في نيويورك في الولايات المتحدة.

## وصلات خارجية
- ريتشارد هايمان على موقع IMDb (الإنجليزية)
- ريتشارد هايمان على موقع ميوزك برينز (الإنجليزية)
- ريتشارد هايمان على موقع قاعدة بيانات برودواي على الإنترنت (الإنجليزية)
- ريتشارد هايمان على موقع أول ميوزيك (الإنجليزية)
- ريتشارد هايمان على موقع ديسكوغز (الإنجليزية)
- ريتشارد هايمان على موقع قاعدة بيانات الفيلم (الإنجليزية)